# Sardur IV

Het okergele gebied duidt Urartu aan onder koning Sardur IV.

Sardur(i) IV of Sapur IV was de elfde koning van Urartu en regeerde van 635 tot 625 v.Chr. Hij volgde zijn vader, Sardur III, op. Er is weinig bekend over zijn regeerperiode.
Zijn broer Erimena volgde hem op.
Aramu · Sardur I · Ishpuinis · Menuas · Argishti I · Sardur II · Rusa I · Argishti II · Rusa II · Sardur III · Sardur IV · Erimena · Rusa III · Rusa IV